# Lukas Heller
Lukas Heller (Kiel 21 de juliol de 1930 – Londres, 2 de novembre de 1988) va ser un guionista britànic d'origen alemany

## Biografia
Heller va néixer en una família de jueus alemanys a Kiel. El seu pare era el filòsof polític Hermann Heller. i va emigrar al Regne Unit després de la proclamació del Tercer Reich. Va guanyar un premi Edgara la millor pel·lícula per Hush… Hush, Sweet Charlotte (1964), i també va ser conegut per escriure l'adaptació a la pantalla de Què se n'ha fet, de Baby Jane? (1962).
Es va casar amb Caroline (née Carter) que era una quàquer anglesa. Van tenir quatre fills: els escriptors britànics Bruno i Zoë Heller, Lucy Heller, i Emily Heller. La seva mitja germana era la periodista sueca Cordelia Edvardson.

## Filmografia
- Never Back Losers (1961)
- Candidate for Murder (1962)
- Què se n'ha fet, de Baby Jane? (What Ever Happened to Baby Jane?) (1962)
- Un juny massa càlid (Hot Enough for June) (1964)
- Hush...Hush, Sweet Charlotte (1964) (amb Henry Farrell)
- El vol del fènix (The Flight of the Phoenix) (1965)
- Els dotze del patíbul (The Dirty Dozen) (1967) (amb Nunnally Johnson)
- The Killing of Sister George (1968) (amb Frank Marcus)
- Too Late the Hero (1970) (amb Robert Aldrich i Robert Sherman)
- Monte Walsh (1970) (amb David Zelag Goodman)
- The Deadly Trackers (1973) (amb Samuel Fuller)
- Damnation Alley (1977) (amb Alan Sharp)
- Son of Hitler (1979) (amb Burkhard Driest)
- Hitler's SS: Portrait in Evil (1985) (TV)
- Blue City (1986)